# バージン協奏曲 それゆけ純白パンツ!
『バージン協奏曲 それゆけ純白パンツ!』は、小栗はるひ監督の日本映画。

## 概要
OP PICTURES新人監督発掘プロジェクト2018審査員特別賞受賞作であり、小栗にとって初のピンク映画作品となる。
ヒロイン役には映画初出演となる若手AV女優の神宮寺ナオが抜擢。男性主演にはNetflix『テラスハウス TOKYO 2019-2020』に出演の松嵜翔平。主要出演者はピンク映画初出演となる。松㟢は自らオーディションを受けており、「エロを成立させるためにこんな飛躍的な物語を作れる」とピンク映画ファンを自認している。明るく朗らかに女性にとっての性を描いた作品であり、「コンプレックスとは何か」を根底テーマとしている。
全体の撮影期間は4日間。ピンク映画では珍しく事前に出演者の顔合わせなども行いクランクインしている。
劇場初公開時の併映作は本作監督の小栗はるひがセレクトし、本作に出演もする星美りか主演の『特務課の星』、小栗が日活芸術学院出身であることから滝田洋二郎監督『やる気ムンムン』（日活）との3本立てとなっていた。
女性監督による作品としての特徴として、他のピンク映画では衣装を自前で用意することが多いのに対し、今作では主要キャストに合う衣装がそれぞれ用意されていたことなどを挙げている。
2020年9月25日から行われるUPLINK渋谷での特集上映「OP PICTURES TEAM若 -WAKA-」で初の一般劇場公開。9月9日には新ビジュアルが発表された。上映後には舞台挨拶も行った。

## ストーリー
海辺の田舎町・湘南平に、東京から愛香が帰って来る。幼なじみと久々に会うと全員男性経験がないバージンであることがわかる。夏が終わるまでに私が一番早く処女を捨てたい。そう思った彼女たち4人のロストバージンレースが始まる。

## 登場人物
愛香
演 ‐ 神宮寺ナオ
東京に出ていた女子大学生。夏休みということで地元に帰ってくる。湘南平在住の後輩と遠距離恋愛をするも処女。友人4人組の中ではリーダーを名乗る。のちにはるなの恋人であるかずやを奈々から押し付けられ一夜を過ごすことになる。アンダーヘアが生まれつき生えていないコンプレックスを持つ。
はるな
演 ‐ 西田カリナ
アメリカ人の父を持つ田舎町の女子大生。ヤンキー気質だが処女。かずやと一応交際しているが、前戯しかしてくれないためSNS男に乗り換える。コンプレックスはちっぱい。
奈々
演 ‐ 藤川菜緒
婚前交渉禁止という家柄に育つ田舎町の女子大生。恩師と交際も処女。愛香から後輩を紹介してもらう。
朋世
演 ‐ 後藤つき
推しのアイドルしか愛せない田舎町の女子大生。処女。ネット友達であるSNS男とためしに付き合おうとするも、体が異変を示したため奈々の恩師のホテルを訪ねる。
愛香の妹
演 ‐ 松岡美空
愛香の実家にいる妹。性経験は姉より豊富で、姉と違い下の毛は生えている。
姉御
演 ‐ 星美りか
愛香たち4人の先輩。夏祭りでまぐわいを目撃されてしまったことから、4人に処女喪失とできなかった場合の罰ゲームを厳命する。
後輩
演 ‐ 松嵜翔平
愛香の後輩。愛香とは友人以上恋人未満の関係であるが、無理に体の関係を持とうとはしない誠実さを持つ。
かずや
演 ‐ 浦山佳樹
はるなと交際中のヤンキー。やたら前戯が長い男。ただしこれには訳があった。
先生
演 ‐ 西山由希宏
奈々と付き合うホテル住まいの恩師。大人のおもちゃ好きという性癖を持つ。
SNS男
演 ‐ 鈴木太一
朋世のネット友達。素人童貞だが風俗好きで女性の体に深い造詣を持つ。はるなの貧乳コンプレックスを膨大なデータから「平均値」と導く。

## 音楽
主題歌
「バージン協奏曲」
作詞 - 小栗はるひ / 作曲編曲 - でか大 / 歌 - 後藤つき、西田カリナ、神宮寺ナオ、藤川菜緒（2019年、トラウマサーカス）

## スタッフ
- 撮影・照明：春木康輔
- 編集：板倉直美
- 音楽：でか大
- ポスター撮影：MAYA
- 録音・整音：五十猛吏
- メイク：枝廣優綺
- 撮影助手：平見優子、布施絢子、磯部雄貴
- 制作応援：武井茉周
- 車両応援：須佐芳男
- スチール応援：島田大輔
- 機材協力：撮人不知、テックス
- 撮影協力：湘南シレーヌ
- 仕上げ：東映ラボ・テック
- 助監督：桃原こだち
- 脚本協力：北川篤也、大矢直樹
- 監督・脚本：小栗はるひ
- プロデューサー：深澤知
- 制作プロダクション：トラウマサーカス
- 配給・提供：オーピー映画

## 受賞歴
- OP PICTURES新人監督発掘プロジェクト2018審査員特別賞
- ピンク映画ベストテン2019[12]
  - 桃熊・監督賞（小栗はるひ）、桃熊・助演女優賞（西田カリナ）